# Соботка, Рут
Рут Со́ботка (англ. Ruth A. Sobotka; 1925—1967) — американская балерина, дизайнер костюмов и актриса австрийского происхождения.

## Биография
Рут Соботка родилась в 1925 году в Вене. В 14 лет она вместе с семьёй иммигрировала в США. Соботка училась в Пенсильванском университете и Технологическом институте Карнеги. Кроме того она училась в балетной школе, а после её окончания присоединилась к труппе Балетного общества, а затем Нью-Йорк Сити балета.
В 1947 году Соботка дебютировала в кино, сыграв небольшую роль в снятом Ман Рэем сегменте экспериментального фильма Ханса Рихтера «Сны, которые можно купить за деньги». Она продолжала участвовать в балетных постановках, занималась дизайном костюмов, в том числе для кинофильмов. В 1955 году Соботка вышла замуж за режиссёра Стэнли Кубрика, снялась в его фильме «Поцелуй убийцы». В 1957 году они развелись.
Рут Соботка умерла 7 июня 1967 года после непродолжительной болезни.